# Fire Emblem Engage
Fire Emblem Engage ist ein Strategie-Rollenspiel für die Nintendo Switch und das 17. Spiel der Fire-Emblem-Reihe. Es wurde vom Nintendo-Studio Intelligent Systems entwickelt und am 20. Januar 2023 von Nintendo weltweit veröffentlicht.

## Spielprinzip
Das Gameplay ähnelt den vorherigen Spielen der Serie, allerdings mit dem Zusatz von Emblem-Ringen, die es den Einheiten erlauben, an der Seite der Lords der vorherigen Fire-Emblem-Spiele zu kämpfen.

## Geschichte
Engage spielt auf dem Kontinent Elyos und zeigt frühere Protagonisten der Serie, die als Geister, die Embleme" genannt werden, mit Emblem-Ringen beschworen werden können.
Alear, ein göttlicher Drache (Wyrmgott/Wyrmgöttin), wird aus einem tausendjährigen Schlummer geweckt, um den Dämonendrachen Sombron zu besiegen, indem er die über Elyos verteilten Emblem-Ringe sammelt.
Vor tausend Jahren wurde der böse Dämonendrache Sombron von der Wyrmgöttin Lumera versiegelt, doch während des Kampfes wird Lumeras Kind Alear schwer verwundet und in einen Schlummer versetzt. Tausend Jahre später erwacht Alear schließlich aus seinem Schlummer und trifft kurzzeitig wieder mit Lumera zusammen. Alear hat jedoch die meisten seiner Erinnerungen an die Zeit vor dem Einschlafen verloren und kann sich nur noch daran erinnern, wie er seinen Emblem-Ring benutzen kann, mit dem er den Geist Emblem Marth herbeirufen kann, um ihm im Kampf zu helfen. Unterwegs freundet sich Alear auch mit einem jungen Mädchen namens Veyle an. Alear konfrontiert schließlich König Hyazinth von Elusia, kann ihn aber nicht davon abhalten, Sombron wiederzubeleben, der Hyazinth verschlingt. Veyle enthüllt daraufhin, dass sie der wahre Drahtzieher hinter der Entsiegelung Sombrons war, außerdem ist sie seine Tochter und die Zauberin, die für die Tötung von Lumera verantwortlich ist. Dann stiehlt sie alle Emblem-Ringe, die Alear und seine Gefährten besitzen, und erlaubt Sombron, sie auf seine Seite zu ziehen. Sie entdecken auch, dass Veyle in Wirklichkeit von Sombron durch eine böse gespaltene Persönlichkeit kontrolliert wird. Während eines Kampfes gelingt es dem echten Veyle, sich vorübergehend aus Sombrons Kontrolle zu befreien, und er gibt Alear einen der Emblem-Ringe zurück, bevor er von den Vier Hunden mitgenommen wird. Alear setzt die Verfolgung von Sombron und den Vier Hunden fort, erfährt aber schließlich zu ihrem Entsetzen, dass sie in Wirklichkeit Sombrons Kind ist.
Als Alear und seine Gefährten sich zur letzten Konfrontation mit Sombron begeben, offenbart Emblem Marth, dass das Schließen des Portals, das Sombron geöffnet hat, Elyos von den anderen Welten abschneiden wird, was bedeutet, dass die anderen Embleme aufhören werden zu existieren. Alear macht trotzdem weiter und konfrontiert Sombron, der offenbart, dass er von einer anderen Welt nach Elyos verbannt wurde und das Null-Emblem zurückholen will, um in seine Heimatwelt zurückzukehren und Rache zu nehmen. Alear und seine Gefährten töten Sombron und schließen das Portal, um seinen Ambitionen ein Ende zu setzen, wobei Alear gezwungen ist, sich von den Emblemen zu verabschieden, da diese verschwinden. Danach kehren Alears Gefährten in ihre jeweiligen Königreiche zurück, um beim Wiederaufbau von Elyos zu helfen, während Alear die Nachfolge von Lumera als neuer göttlicher Drachenmonarch antritt.
In einer Post-Credits-Szene, in der sich Alear auf die Krönungszeremonie vorbereitet, wird enthüllt, dass die Emblem-Ringe immer noch etwas von ihrer Macht behalten, und Emblem Marth sinniert, dass die Embleme und Alear sich eines Tages wiedersehen werden.

## Rezeption
Fire Emblem Engage hat „allgemein positive“ Kritiken erhalten, mit einer Gesamtwertung von 80/100 auf Metacritic, basierend auf 101 Kritiken.
Polygon lobte das hinzugefügte Ringsystem als „eines der flexibelsten Fortschrittssysteme, das die Serie je implementiert hat“, kritisierte aber die Geschichte des Spiels als „schrecklich“. Nintendo World Report merkte ebenfalls an, dass die Handlung im Vergleich zu den Vorgängern etwas fadenscheinig sei, mochte aber die Charaktere von Engage und sagte, dass es „eine meiner Lieblingsfiguren in der Serie hat, mit einer Reihe von Charakteren, die in unterstützenden Gesprächen sehr gut ausgearbeitet sind“. IGN gefiel die Umsetzung von Fanservice im Spiel: „Es gibt eine Ehrfurcht vor Fire Emblems Vergangenheit, die in jedem Aspekt des Spiels deutlich wird“.
Der Mangel an sozialer Tiefe und verzweigten Pfaden im Spiel wurde von Will Greenwald, der für PCMag schrieb, als negativ hervorgehoben. Die Minispiele im Spiel wurden von Giovanni Colantonio, der für Digital Trends schrieb, ebenfalls kritisiert, da sie ermüdend und repetitiv seien und das Spiel im Großen und Ganzen nicht viel verändern würden.